# Over the rainbow (MOON CHILDの曲)
「Over the rainbow」（オーヴァー・ザ・レインボー）は、MOON CHILDの2枚目のシングル。

## 解説
- 初めてオリコン・チャート、トップ100入りしたシングル。

## 収録曲
| 全作詞・作曲: 佐々木収、全編曲: Moon Child・浦清英。 |                                     |          |            |
| #                                                    | タイトル                            | 作詞     | 作曲・編曲 |
| 1.                                                   | 「Over the rainbow」                | 佐々木収 | 佐々木収   |
| 2.                                                   | 「並木道」                          | 佐々木収 | 佐々木収   |
| 3.                                                   | 「Over the rainbow (Instrumental)」 | 佐々木収 | 佐々木収   |

## 収録アルバム
- tambourine (#1)
- Treasures of MOON CHILD 〜THE BEST OF MOON CHILD〜 (#1)
- COMPLETE BEST (#1)